# Werkowanie

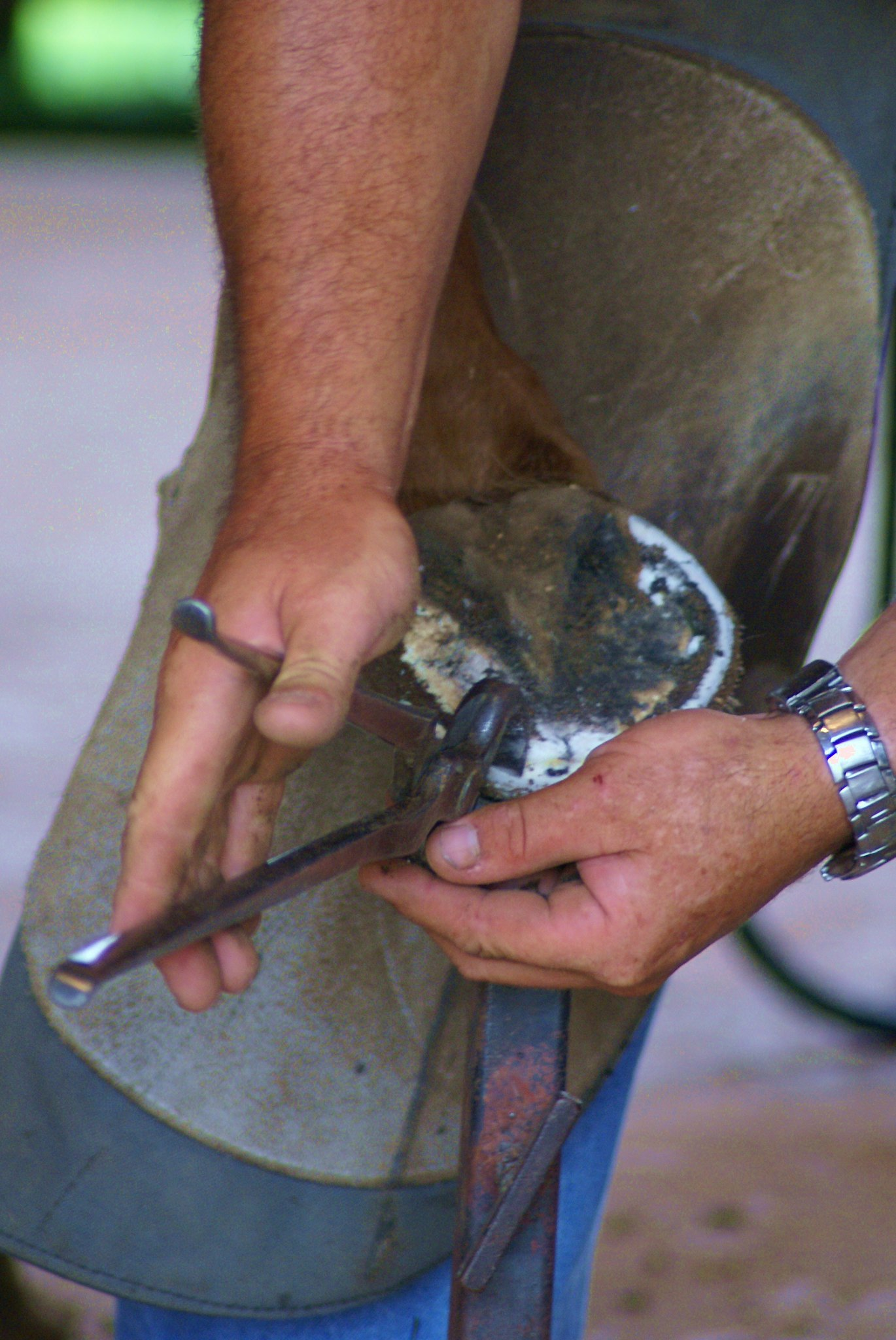
Kopyto w trakcie przycinania cęgami

Werkowanie (rozczyszczanie, struganie) – przycinanie i korygowanie kształtu kopyt końskich wykonywane przez podkuwaczy lub strugaczy. Powinno być regularnie przeprowadzane co 6–8 tygodni. Po werkowaniu kopyto może pozostać niepodkute lub też podkute odpowiednią podkową. Główne narzędzia używane do korekcji kopyta to nóż do kopyt, cęgi oraz tarnik.

## Metody

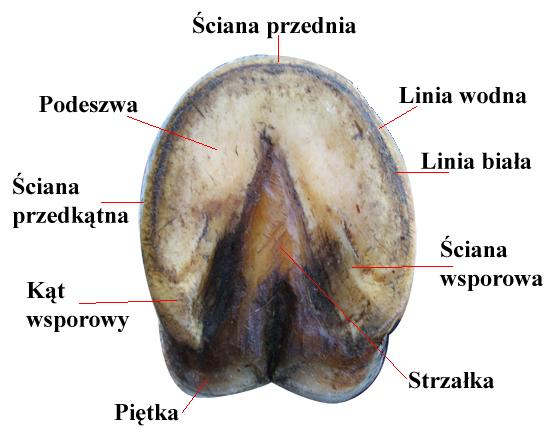
Części kopyta końskiego

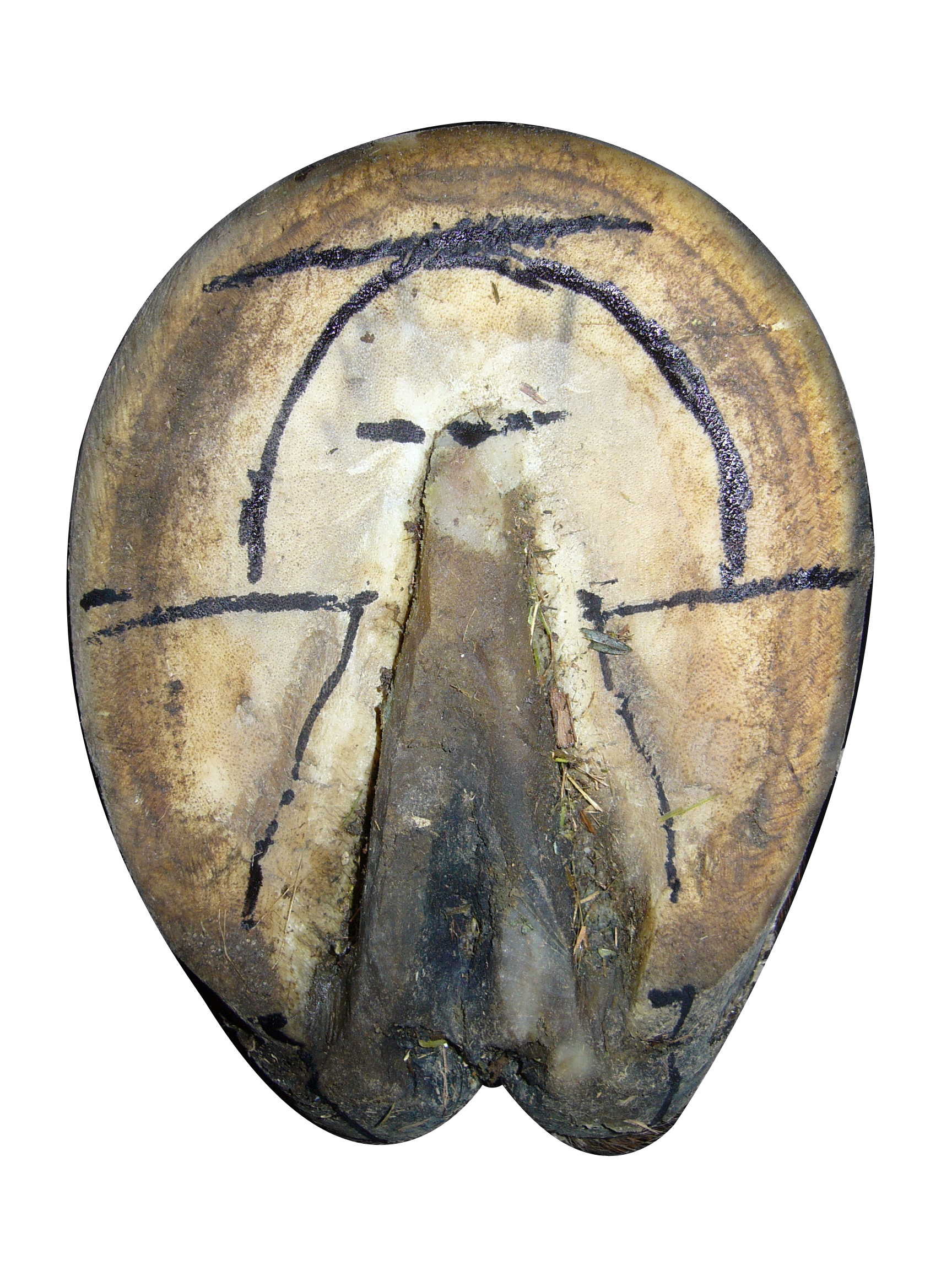
Mapa kopyta z zaznaczonym orientacyjnym położeniem kości kopytowej

Istnieje wiele metod werkowania kopyt, które różnią się sposobem jego ukształtowania oraz podejściem do przycinania poszczególnych elementów.  

### Metoda tradycyjna
Zwana też "pastwiskową" przeznaczona dla koni kutych oraz nie. W drugim wypadku werkowanie jest znacznie delikatniejsze ze względu na pozostawienie tkanek nieokrytych podkową. Praktykowana przez większość podkuwaczy. Ściana kopyta zostaje ścięta równolegle do podłoża, podeszwa lekko wybrana, strzałka zazwyczaj ścięta nieco poniżej płaszczyzny podłoża, by zapobiegać jej zakażeniom.

### Tzw. „metody naturalne”
Większość z nich nie dopuszcza używania podków, które uważają za powodujące wydłużanie kopyt i często prowadzące do deformacji, w skrajnych przypadkach zaś ochwatu. Za prawidłowe uważają kształt i motorykę kopyta wzorowane na dzikich koniach, w tym lądowanie kopyta w ruchu bardziej od strony piętek.

#### Metoda Dr Strasser
Metoda nie dopuszcza stosowania podków. Opracowana przez niemiecką weterynarz Dr Hiltrud Strasser jako matematyczny model kopyta utworzony na podstawie badań. Przeznaczona głównie dla koni ze zmianami patologicznymi, zwłaszcza ochwatowymi. Korekcja odbywa się według dokładnie wyznaczonych kątów, które mają spowodować równoległe do podłoża ustawienie kości kopytowej, m.in.: ściana kopyta przedniego 45 stopni względem podłoża, ściana kopyta tylnego 55 stopni względem podłoża, linia włosów na koronce kopyta 30 stopni względem podłoża. Ściana pozostawiona jest równolegle do podłoża, strzałka pozostawiona na jego poziomie, podeszwa nieco wybrana. Kopyto doprowadzane jest do idealnych wymiarów w możliwie małej ilości korekcji. Metoda wymaga przestrzegania dodatkowych warunków utrzymania konia, m.in.: codzienny ruch ok. 15 km, przebywanie na zewnątrz przez całą dobę niezależnie od warunków, podawanie pasz objętościowych z ziemi.
Metoda pozostaje dość kontrowersyjna ze względu na inwazyjną korekcję kopyt, która w trakcie leczenia konia może doprowadzać do silnej kulawizny, zaś leczenie wymaga zmuszania go do ruchu oraz bezwzględnego zakazu użytkowania pod wierzchem.

#### Metody w ramach AANHCP

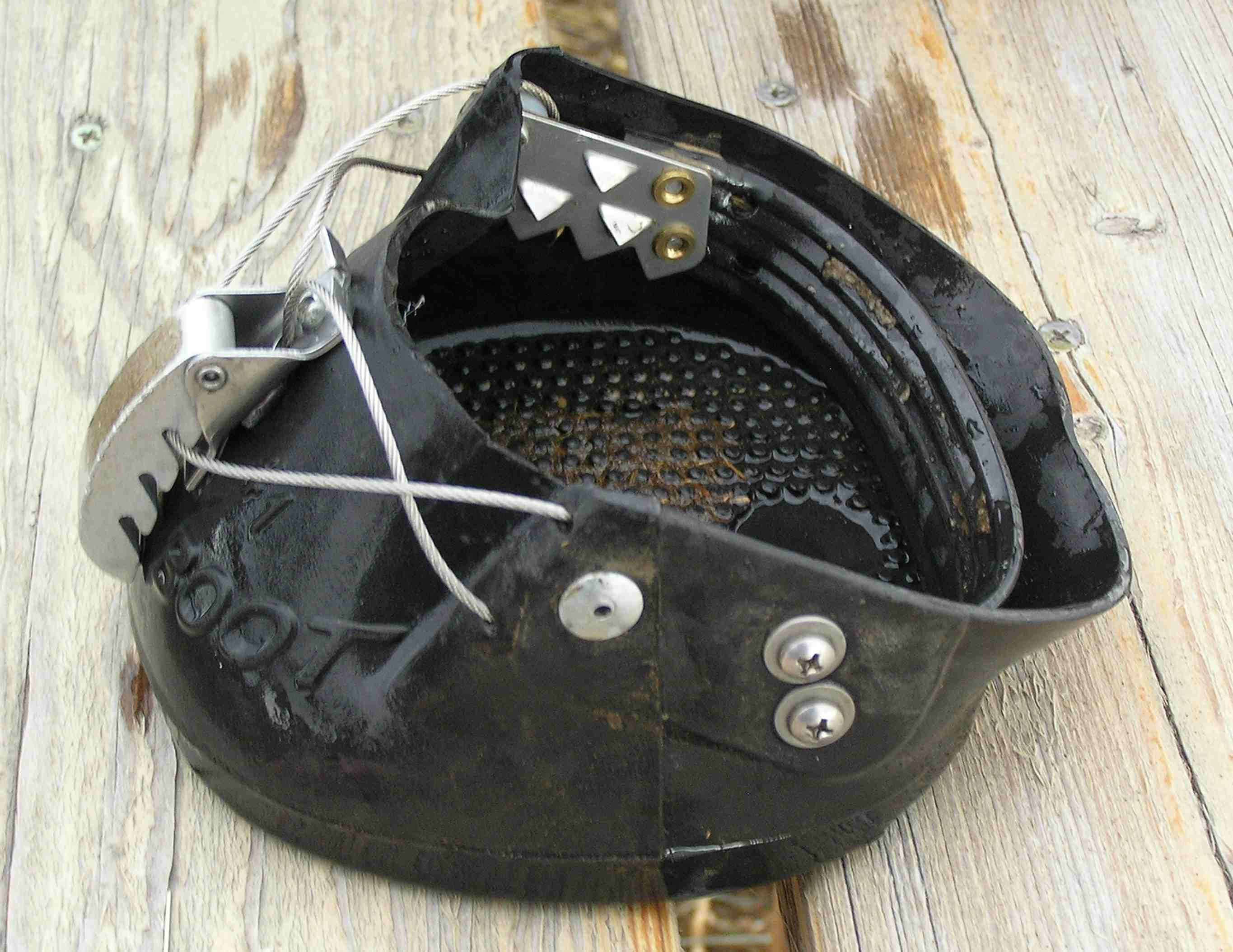
But dla koni

Kilka nieco zróżnicowanych metod, niedopuszczających stosowania podków. Opracowana przez członków amerykańskiego Stowarzyszenia Rozwoju Praktyk Naturalnej Opieki nad Końmi (Association for the Advancement od Natural Horse Care Practices) na podstawie badań dzikich mustangów, główni autorzy to Jamie Jackson oraz Pete Ramey. Podobnie jak Metoda Strasser propaguje utrzymanie konia w warunkach możliwie zbliżonych do naturalnych. Postuluje ostrożność w zakresie karmienia owsem, idealnie wyeliminowanie go z diety konia ze względu na zawartość cukru, a także ograniczenie wypasu lub stosowanie ubogich gatunków traw na pastwiskach, w celu zapobiegania ochwatowi. W odróżnieniu od Metody Strasser ważny jest komfort konia w trakcie leczenia, którego czas trwania jest zależny od postępu zmian w kopycie, cały czas może być też użytkowany. Czasem używa się w tym celu butów dla koni. Z podeszwy usuwa się delikatnie martwą część rogu, w strzałce ścina jedynie luźne fragmenty, ściana kopyta zostaje natomiast zaokrąglona w tzw. mustang roll.

#### Metoda naturalnej równowagi
Metoda dopuszczająca używanie podków. Opracował ją podkuwacz Gene Ovnicek m.in. na podstawie badań kopyt koni dzikich weterynarza Roberta Bowkera. Dzięki zdjęciom rentgenowskim oraz badaniom rezonansem magnetycznym możliwe było wyznaczenie stosunkowo prostej metody umożliwiającej po rozrysowaniu linii na spodzie kopyta znalezienie umiejscowienia kości kopytowej oraz dostosowanie do niego długości poszczególnych części kopyta.

#### Metoda czterech punktów
Metoda dopuszcza używanie podków, najlepiej specjalnie profilowanych w łuk tzw. "podków bananowych", odciążających przednią część kopyta. Opracowana przez podkuwacza i lekarza weterynarii Rica Reddena, który na podstawie badań wyznaczył zawarte w nazwie cztery punkty kopyta niosące największe obciążenia. Są nimi wierzchołki prostokąta (idealnie kwadratu) wyznaczonego przez kąty wsporowe ścięte do najszerszego miejsca strzałki oraz analogiczne punkty w przedniej partii kopyta, wszystkie pozostałe części należy odciążyć poprzez większe wybranie rogu. W wypadku pozostawienia kopyt niepodkutych, ściany kopyta zostają lekko zaokrąglone, w wypadku podkuwania równoległe do podłoża.